# Илен (город, Миннесота)
Илен (англ. Ihlen) — город в округе Пайпстон, штат Миннесота, США. На площади 1 км² (1 км² — суша, водоёмов нет), согласно переписи 2002 года, проживают 107 человек. Плотность населения составляет 106,6 чел./км².
- Телефонный код города — 507
- Почтовый индекс — 56140
- FIPS-код города — 27-30806[1]
- GNIS-идентификатор — 0645337[2]